# 分提

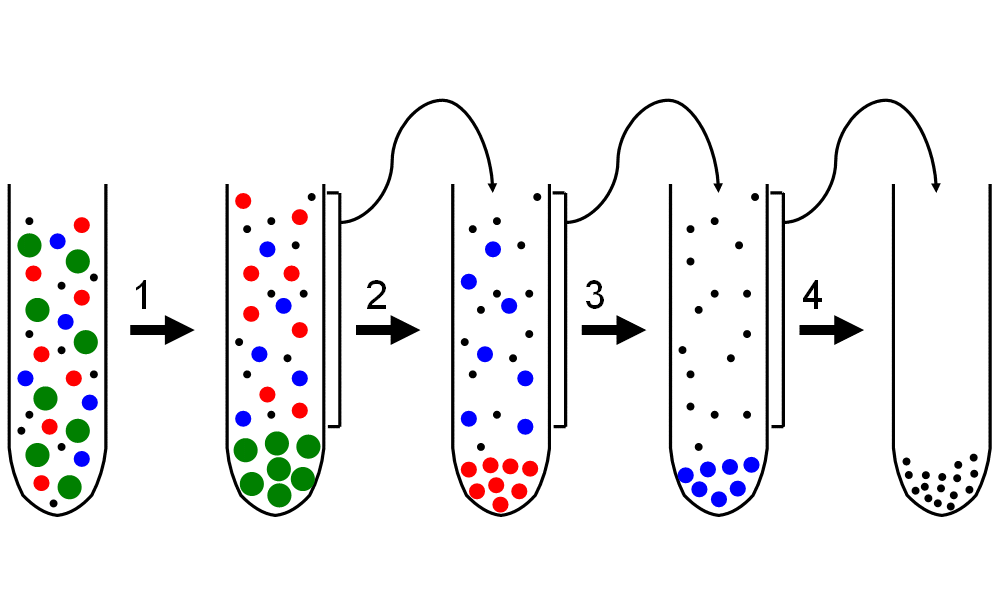
差速离心

分提（fractionation）依语境又译为分馏、分级、分凝、份化，是一种通过相變将一定量的混合物（固液气、酶、同位素）分为几个组分的分离过程。各组分的组成按梯度逐级变化，利用原混合物中各个成分的一些性质不同得以区分。不少分提技术在使用时都需要在组分的产量和纯度中权衡。分提与其他分离技术不同的一点在于，分提可以一次从某个混合物中提出多种成分。
各种分提技术在科技领域广泛使用。液体和气体的混合物可以用凭借沸点区别通过分馏分开。很多组分可以使用凭借其各自对固定相及流动相亲和力的不同透过柱色谱法分离。分段結晶和分段凝固是通过化学物质在不同温度下的溶解性进行分离。細胞離拆则是按品质分离细胞组分的技术。

## 油脂分提
分提技術（fractionation technology），因天然油脂的組成成分和三酸甘油酯結構上的差異進而影響油脂的理化特性，較難滿足消費者營養的需求且在應用上受到限制。因此為符合民眾的健康需求，食品產業的發展逐漸導向將油脂特性修改，稱為油脂改性（oils and fats modification technology），其中改性技術又可分為分提技術（fractionation technology）、氫化技術（Hydrogenation technology）及交酯化技術（Interesterification technology），其中最常用的技術即為分提技術。 
油脂分提的目的有：
1. 去除油中高熔點三酸甘油酯或非脂類物質，使低溫環境下油脂能保持澄清，又稱為「冬化」；
2. 調整油中不同脂肪酸含量與比例，提高油脂的功能特性（如與其他油脂混合製作煎炸油）；
3. 產生具有特定熔解特性油脂，如供作糖果、巧克力代脂或塗布性較高的麵包用抹醬等。

分提技術已在油脂加工的應用上已超過150年。Hippolyte Mège Mouriès於1869年在巴黎發表關於分提技術應用於乳瑪琳的專利：“Application for a patent of fifteen years for production of certain fats of animal origin”，該專利即為有名的分提技術起源。
在國際上用在食品工業上分提技術又可再區分為三種：乾式分提（Dry fractionation）、溶劑分提（Solvent fractionation）及界面活性劑（detergent fractionation）。乾式分提為最常用的分提方式，主要有預處理、冷卻结晶、過濾分離出軟油几步。例如國際最大宗的植物油棕櫚油經過分提可以區分為硬質棕櫚油、軟質棕櫚油、超級軟質棕櫚油等。